# 东北雅罗鱼
东北雅罗鱼又名瓦氏雅罗鱼（学名：Leuciscus waleckii）为鲤科雅罗鱼属的鱼类，俗名华子、白鱼、江鱼、沙包、滑鱼。在中国，分布于黑龙江、鸭绿江、辽河及黄河等地水体中图门江、内蒙古岱海、滦河等，一般栖息于江河湖泊水流较缓以及水质。

## 亚种
- 瓦氏雅罗鱼（学名：Leuciscus waleckii waleckii），本內迪科特·迪波夫斯基于1869年命名。分布于俄罗斯以及黄河下游、滦河、岱海、达里诺尔湖、黑龙江等，属于河口性鱼类。其多栖息于喜清水以及杂食性。该物种的模式产地在鄂嫩河、音果达河。[2]
- 图们雅罗鱼（学名：Leuciscus waleckii tumensis），森为三（英语：Tamezo Mori）于1930年命名。在中国，分布于图们江水系等。该物种的模式产地在图们江。[3]

## 扩展阅读
維基物種上的相關：东北雅罗鱼